# U.S. Route 6
Pour les articles homonymes, voir Route 6.
La Route 6 (aussi appelée US 6) est une U.S. Route importante reliant Bishop en Californie à Provincetown dans le Massachusetts. Aussi appelée Grand Army of the Republic Highway en hommage à une association de vétérans de la Guerre de Sécession, la US 6 est une route principale du réseau des US Route. Alors qu'elle relie actuellement Bishop à Provincetown, le tracé a été modifié à quelques reprises. Jusqu'en 1964, son terminus ouest se trouvait à Long Beach, Californie. Il s'agissait alors de la plus longue route du pays. Elle est désormais la seconde route la plus longue et continue des États-Unis, après la U.S. Route 20.
La US 6 est une route en diagonale. Son numéro est ainsi hors des conventions de la numérotation des routes. Lors de sa désignation en 1926, la US 6 se trouvait uniquement à l'est d'Érié, Pennsylvanie. Lors de prolongements subséquents, la US 6 a remplacé les anciennes U.S. Route 32 (US 32) et U.S. Route 38 (US 38). Cela a conduit la US 6 au sud de la US 30 à Joliet, Illinois, de la US 40 près de Denver, Colorado, de la US 50 à Ely, Nevada et de la US 70 près de Los Angeles, Californie.

## Description du tracé
|       | mi       | km       |
| ----- | -------- | -------- |
| CA    | 40,51    | 65,19    |
| NV    | 305,65   | 491,90   |
| UT    | 373,96   | 601,83   |
| CO    | 467,28   | 752,01   |
| NE    | 373,07   | 600,40   |
| IA    | 319,60   | 514,35   |
| IL    | 179,88   | 289,49   |
| IN    | 149,00   | 239,79   |
| OH    | 248,00   | 399,12   |
| PA    | 403,00   | 648,57   |
| NY    | 78,09    | 125,67   |
| CT    | 116,33   | 187,21   |
| RI    | 26,50    | 42,65    |
| MA    | 118,00   | 189,90   |
| Total | 3 198,87 | 5 148,08 |

### Californie

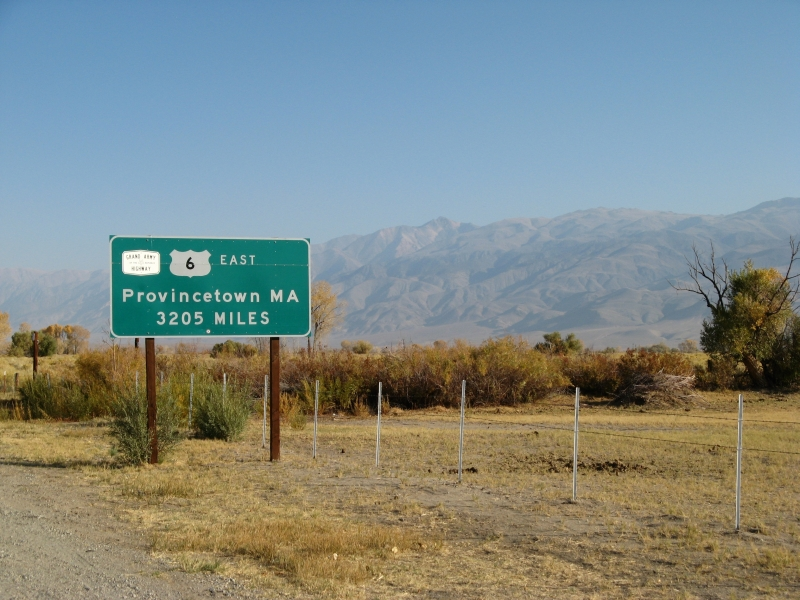
US 6 en direction est à Bishop, Californie

La US 6 en Californie est une courte route à deux voies allant du sud au nord depuis Bishop jusqu'à la frontière avec le Nevada. Avant la renumérotation des routes d'État de 1964, la US 6 se prolongeait jusqu'à Long Beach en utilisant les tracés des routes actuelles suivantes: US 395, SR 14, I-5, I-110 / SR 110 et SR 1.
Actuellement, la US 6 débute à l'intersection avec la US 395 à Bishop et se dirige vers le nord à travers des fermes et des ranchs à Chalfant aux pieds des White Mountains. Après environ 30 miles (48 km), la route atteint Benton. C'est à cet endroit que débute la SR 120, se dirigeant à l'ouest en passant par le Lac Mono, Lee Vining, le col de Tioga et le Parc national de Yosemite jusqu'à la vallée de San Joaquin. La US 6 continue vers le nord en direction de la frontière avec le Nevada.

### Nevada

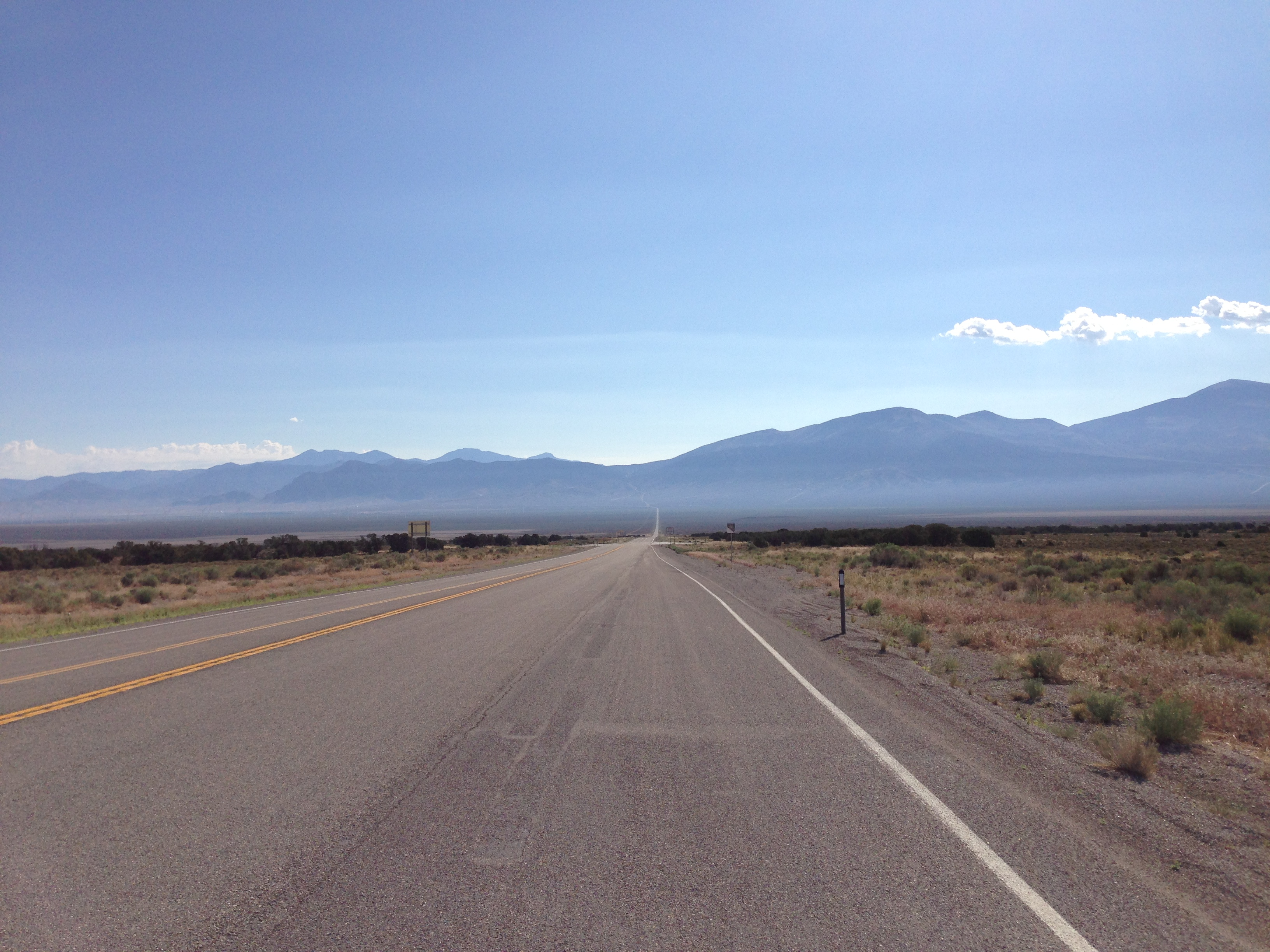
US 6 / US 50 à la jonction avec la US 93

À partir de la frontière avec la Californie, la US 6 se dirige vers le nord-est à travers la semi-désertique Queen Valley et passe près du Boundary Peak, le plus haut sommet de l'état. La route grime dans les forêts de pins pignons et genévriers et passe par le Col de Montgomery (7 167 pieds ou 2 185 m).
Depuis le col, la US 6 descend dans le désert et passe par Columbus Marsh à gauche. Elle rencontre la US 95 et forme un multiplex avec celle-ci entre Coaldale et Tonopah. Le Nevada Test and Training Range débute environ 15 miles (24 km) au sud-est de Tonopah.
À l'est de Tonopah, la US 6 se poursuit vers l'est dans une série de chaînes de montagnes et de vallées, dont la Monitor Range. À Warm Springs, la US 6 bifurque vers le nord-est dans les chaînes de Reveille, Pancake, Grant et White Pine. À mesure que la route progresse vers l'est, le climat devient moins sec et des sommets à plus de 11 500 pieds (3 500 m) ajoutent à l'intérêt panoramique.
Ely est la plus grande ville rencontrée par la US 6 au Nevada. La US 50 rejoint la US 6 à cet endroit. À l'est d'Ely, la US 6 / US 50 traverse la chaîne de Schell Creek. La route descend à Spring Valley et traverse la chaîne Snake au col de Sacramento. Au-delà du col, la US 6 passe au nord de Baker, une communauté agricole mormone, et atteint la frontière avec l'Utah.

### Utah
La US 6 entre en Utah en multiplex avec la US 50 dans une portion éloignée du Désert du Grand Bassin. Les deux routes se séparent à Delta. La US 6 se dirige alors vers le nord-est vers Wasatch Front en passant par les districts historiques et miniers de Tintic et Eureka. En entrant dans le Wasatch Front, à Santaquin, la route rejoint l'I-15 jusqu'à Spanish Fork, à l'endroit où elle rejoint la US 89 et forme un multiplex avec celle-ci à travers le canyon Spanish Fork. Après avoir fait l'ascension de la chaîne Wasatch via Soldier Summit, la route redescend et croise la US 191, avec laquelle elle forme un multiplex. À Green River, les deux routes rejoignent l'I-70 / US 50. À Crescent Junction, la US 191 quitte le multiplex alors que les trois autres routes poursuivent leur tracé en longeant les Book Cliffs en direction de la Grand Valley au Colorado.

### Colorado

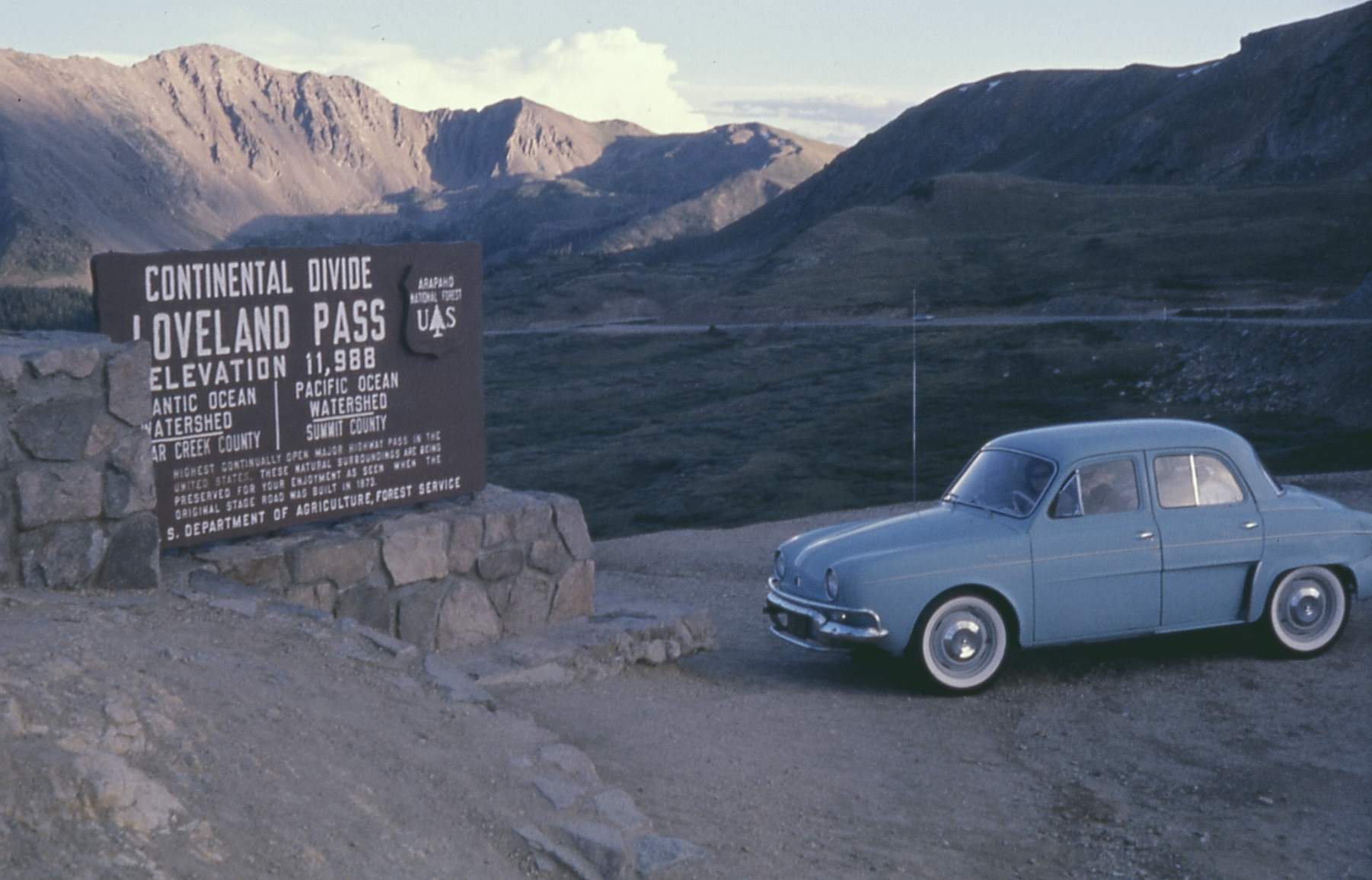
Col Loveland en 1964

La US 6 est essentiellement parallèle ou en multiplex avec l'I-70 sur une grande portion de son tracé. Elle se dirige généralement vers l'est depuis la frontière avec l'Utah jusqu'à la moitié du trajet vers Denver. Lorsqu'elle est en multiplex, elle n'est pas indiquée. Dans le sud de Grand Junction, la US 6 se sépare de l'I-70 pour agir comme I-70 Business. Elle rejoint l'autoroute à l'est de Palisade. Elle s'en sépare à l'ouest de Rifle et parcourt la ville, de même que Silt, New Castle et Chacra jusqu'à ce qu'elle atteigne à nouveau l'I-70. Elle s'en sépare à nouveau à Dotsero, où la Eagle River rejoint le fleuve Colorado. Elle rejoint l'I-70 à l'est de Avon. C'est à Silverthorne qu'une séparation plus marquée d'avec l'I-70 survient. Elle bifurque vers le sud en évitant le  tunnel de près de deux miles (3,2 km) de l'I-70. La route passe par Arapahoe Basin avant d'effectuer une montée abrupte pour atteindre la plus haute altitude le long de la US 6 à 11 990 pieds (3 650 m), au col Loveland, où elle croise la ligne continentale de partage des eaux. Elle continue alors vers la vallée de Clear Creek et atteint encore l'I-70 près de Loveland Ski Area, à l'extrémité est du Tunnel Eisenhower. Un peu à l'est d'Idaho Springs, elle se sépare de l'autoroute afin de parcourir la route panoramique de Clear Creek Canyon. À Golden, elle emprunte 6th Avenue vers le sud jusqu'à ce qu'elle croise l'I-70 à nouveau. Elle ne forme pas de multiplex avec celle-ci et bifurque vers l'est en passant par Lakewood et l'ouest de Denver comme l'autoroute de 6th Avenue. Près du terminus est de l'autoroute 6th Avenue, la US 6 emprunte une série de routes qui passent par Denver. D'abord, elle forme un multiplex vers le nord avec l'I-25. Elle bifurque alors sur l'I-70 vers l'est jusqu'à Vasquez Boulevard. La route, en multiplex avec la US 85, passe par Commerce City. La US 6 s'intègre alors à l'I-76, se dirigeant vers le nord-est jusqu'à l'est de Brush. Elle se sépare alors de l'autoroute pour rejoindre l'I-76 Business jusqu'à l'est de Sterling, où elle croise l'I-76 et bifurque vers l'est alors que l'autoroute se continue vers le nord-est. La dernière ville au Colorado est Holyoke, après quoi elle atteint le Nebraska.

### Nebraska
Depuis la frontière avec le Colorado, la US 6 se dirige vers le sud-est. Elle passe d'abord par Imperial. Elle forme ensuite un multiplex avec la US 34 près de Culbertson, en passant par McCook. La US 6 bifurque alors vers le nord-est et traverse Hastings. Là, la US 34 se sépare et poursuit au nord. La US 6 longe l'I-80 au nord de Milford jusqu'à ce qu'elle atteigne Lincoln. Dans cette ville, la US 6 devient la West "O" Street, Sun Valley Boulevard et, éventuellement Cornhusker Highway alors qu'elle sort de la ville au nord de l'I-80, la longeant jusqu'à Gretna. La US 6 se déplace alors vers le nord et devient la West Dodge Expressway et la Dodge Street à Omaha. Elle passe par le centre-ville d'Omaha via deux rues à sens unique parallèles et forme un multiplex avec l'I-480 à Omaha sur son dernier segment au Nebraska. À l'est d'Omaha, elle traverse la rivière Missouri pour entrer en Iowa à Council Bluffs.

### Iowa

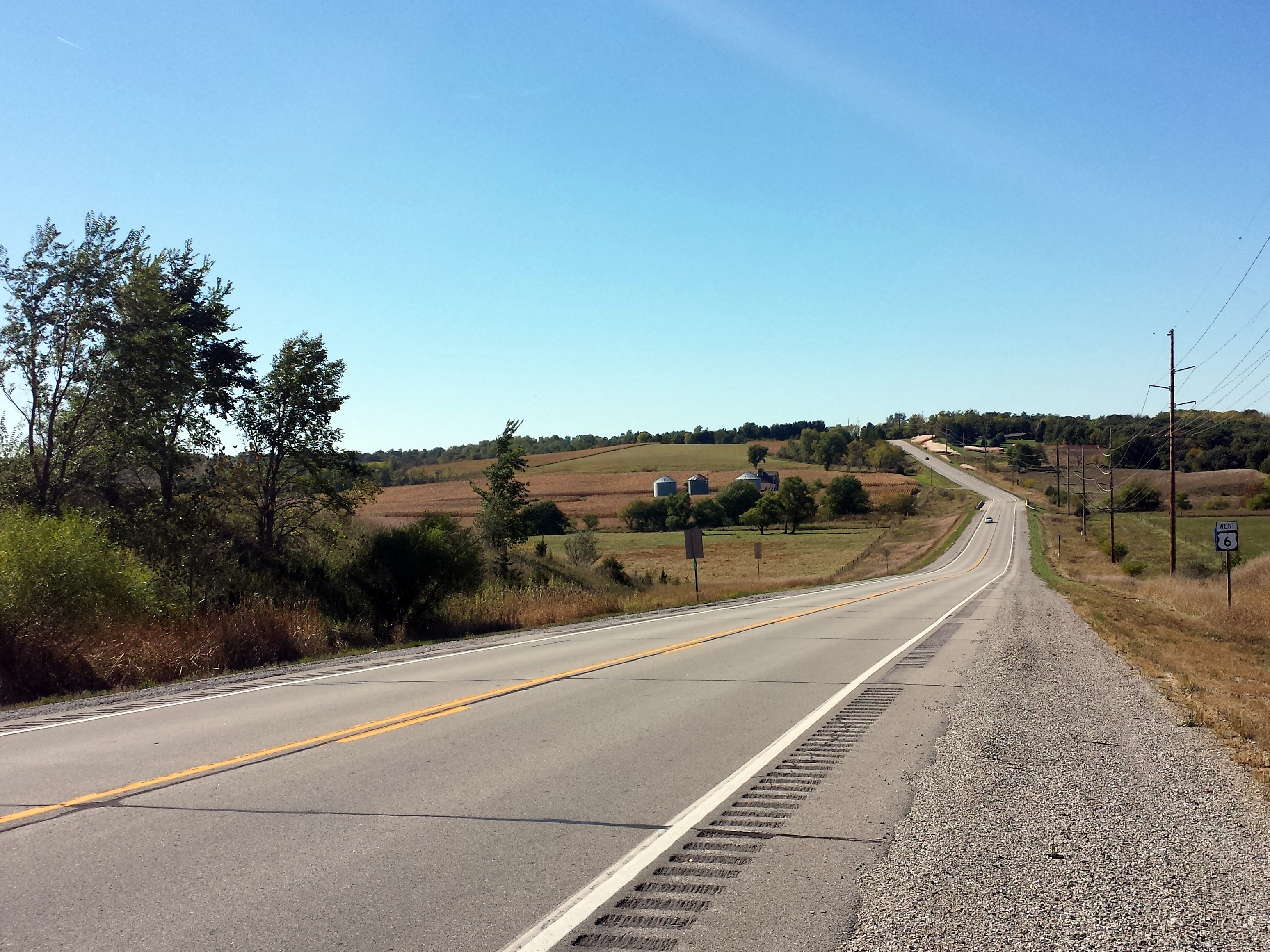
US 6 à l'est de Newton, Iowa

La US 6 entre en Iowa à Council Bluffs, au-delà la rivière Missouri depuis Omaha. Dans son premier mile dans l'état, la US 6 croise l'I-29. À Council Bluffs, la US 6 forme un multiplex avec l'I-29 vers le sud pour ensuite bifurquer vers l'est en multiplex avec l'I-80. Le multiplex avec l'I-80 se termine au nord-est de Council Bluffs, là où la US 6 tourne à l'est et traverse le comté rural de Pottawattamie. Plus loin à l'est, la US 6 forme un court multiplex avec la US 59 près d'Oakland et continue vers l'est jusqu'à Lewis. À cet endroit, elle bifurque légèrement vers le nord-est en direction d'Atlantic où elle rejoint la US 71 jusqu'à ce qu'elles atteignent l'I‑80. Entre cette jonction et la US 169 à De Soto, la US 6 forme un multiplex avec l'I-80. Lorsqu'elle rencontre la US 169, la US 6 quitte l'I-80 et forme un multiplex avec la US 169 vers le nord. C'est à Adel qu'elle quitte la US 169 et qu'elle se dirige vers l'est en direction de Des Moines. Elle entre dans la région métropolitaine de Des Moines le long de Hickman Road à Waukee et forme ensuite la frontière entre Urbandale au nord et Clive et Windsor Heights au sud. À Des Moines, la US 6 emprunte la Merle Hay Road vers le nord. À la jonction avec Douglas Avenue, la US 6 y tourne vers l'est. Elle traverse la rivière Des Moines, et la Douglas Avenue devient la Euclid Avenue. Dans le nord-est de la ville, elle croise la US 69 et l'I‑235. La route tourne sur Hubbell Avenue et se dirige vers Altoona où elle rencontre la US 65 et rejoint l'I‑80.
À l'est de la région métropolitaine de Des Moines, la US 6 forme à nouveau un multiplex avec l'I‑80 jusqu'à Newton. Là, elle se sépare de l'autoroute et se dirige vers le nord. Elle bifurque vers l'est et traverse Newton. En plus de cette ville, la US 6 passe par Grinnell, Marengo et Amana Colonies avant d'arriver à Coralville. Elle traverse cette ville et arrive à Iowa City. Dans la ville, elle passe par l'Université de l'Iowa sur les rives de la rivière Iowa. La route se dirige vers le sud-est depuis Iowa City en direction de West Liberty et, plus à l'est, jusqu'à Wilton. À Wilton, la route bifurque au nord et rejoint l'I-80 avec laquelle elle forme un multiplex jusqu'à Davenport. Après un court multiplex avec l'I‑280, la US 6 entre dans la ville sur Kimberly Road jusqu'à ce qu'elle atteigne l'I‑74. Elle forme ensuite un multiplex vers le sud jusqu'à ce qu'elles traversent le fleuve Mississippi pour entrer en Illinois

### Illinois
En Illinois, la US 6 longe l'I-74 et l'I-80, surtout le long de son alignement original, formant d'abord un multiplex avec l'I-74 sur ses cinq premiers miles (8,0 km) et avec l'I-80 sur ses derniers deux miles (3,2 km) en Illinois. La US 6 dessert directement les centres-villes de plusieurs villes dont Oak Forest, Tinley Park, Moline, Geneseo, Atkinson, Annawan, Princeton, Peru, LaSalle, Ottawa, Channahon et Joliet. Comme pour les autres US Routes à proximité (US 30 et US 52), la US 6 effleure les limites de Chicago.

### Indiana
La US 6 traverse la frontière et partage la chaussée avec l'I-80 et l'I-94 sur la Borman Expressway à travers Hammond et Gary, jusqu'à la sortie 15. Elle quitte le multiplex et se dirige vers le sud à Lake Station, où elle tourne vers l'est jusqu'à la US 421 à Westville. Elle forme alors un court multiplex avec celle-ci vers le sud et continue vers l'est. Au sud de Kingsbury, elle rencontre la US 35 et forme un multiplex avec celle-ci jusqu'à l'est de Kingsford Heights. La US 6 se poursuit à l'est et rencontre la US 31 près de La Paz. Elle se poursuit vers l'est en passant par Bremen et Nappanee et atteint ensuite la US 33, avec laquelle elle forme un multiplex jusqu'à Ligonier. La route se poursuit ensuite vers l'est jusqu'à la frontière avec l'Ohio, à l'est de Butler.

### Ohio

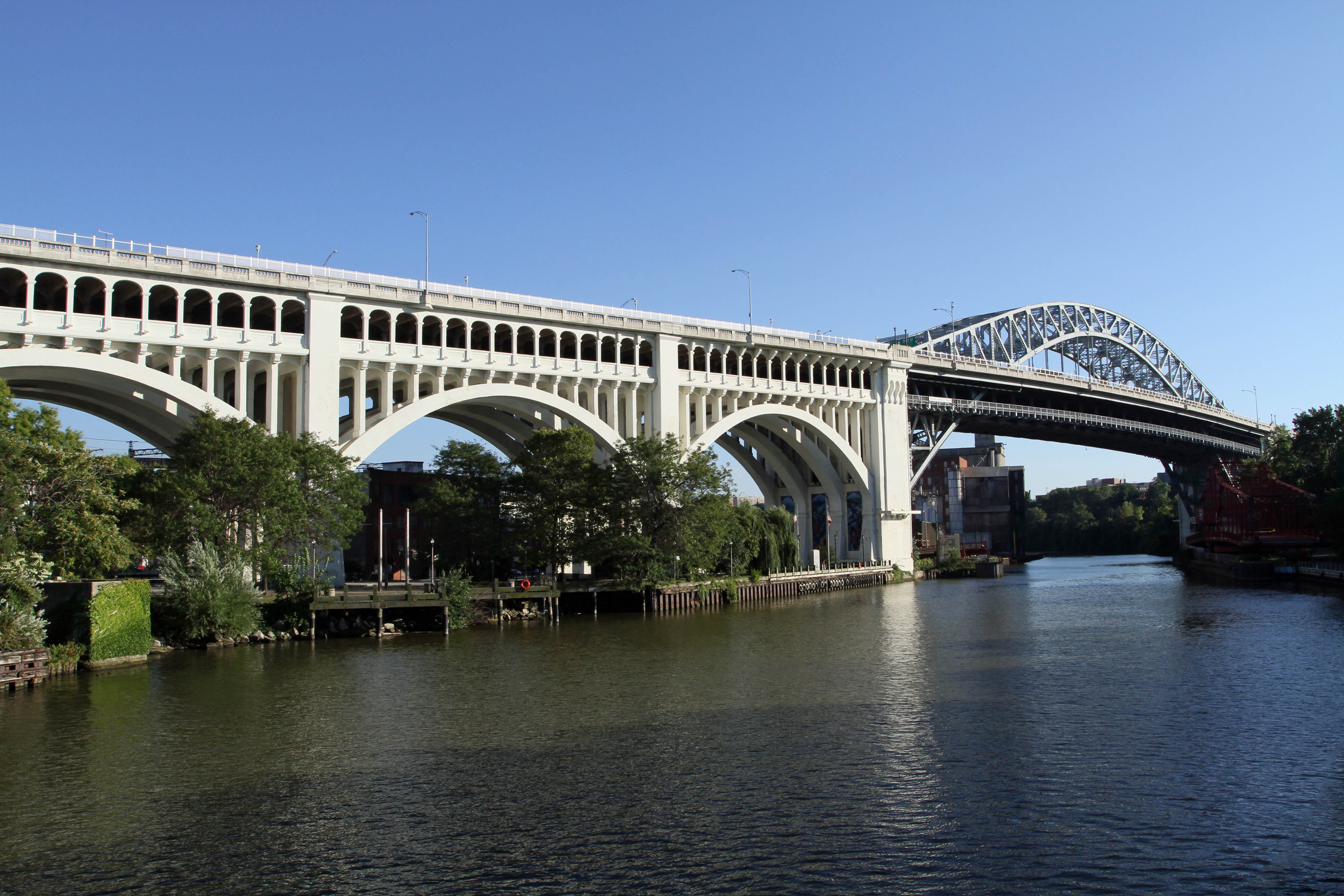
Pont Detroit-Superior à Cleveland

La US 6 entre en Ohio depuis l'Indiana dans le comté de Williams. Elle parcourt Edgerton et passe au sud de Bryan avant d'arriver à Napoleon, Bowling Green et Fremont. Elle bifurque vers le nord-est en direction de Sandusky Bay et du Lac Érié. Après avoir passé par Sandusky, la route longe la côte sud du Lac Érié en passant par Huron et Vermilion. Après avoir traversé le Pont Charles Berry à Lorain, elle passe dans les banlieues ouest du Grand Cleveland comme Lake Road à Sheffield Lake, Avon Lake, Bay Village et Rocky River de même que Clifton Boulevard à Lakewood et le quartier de West Boulevard–Edgewater à Cleveland. La US 6 suit la Cleveland Memorial Shoreway jusqu'au centre-ville, lequel elle atteint en traversant le Pont Detroit–Superior. La US 6 suit Superior Avenue à travers Public Square et à l'est de Cleveland avant de tourner à l'est sur Euclid Avenue à East Cleveland et sur Chardon Road dans la ville d'Euclid. La US 6 continue vers l'est dans les comtés de Lake, de Geauga et d'Ashtabula avant d'entrer en Pennsylvanie sur la Pymatuning Reservoir causeway.

### Pennsylvanie

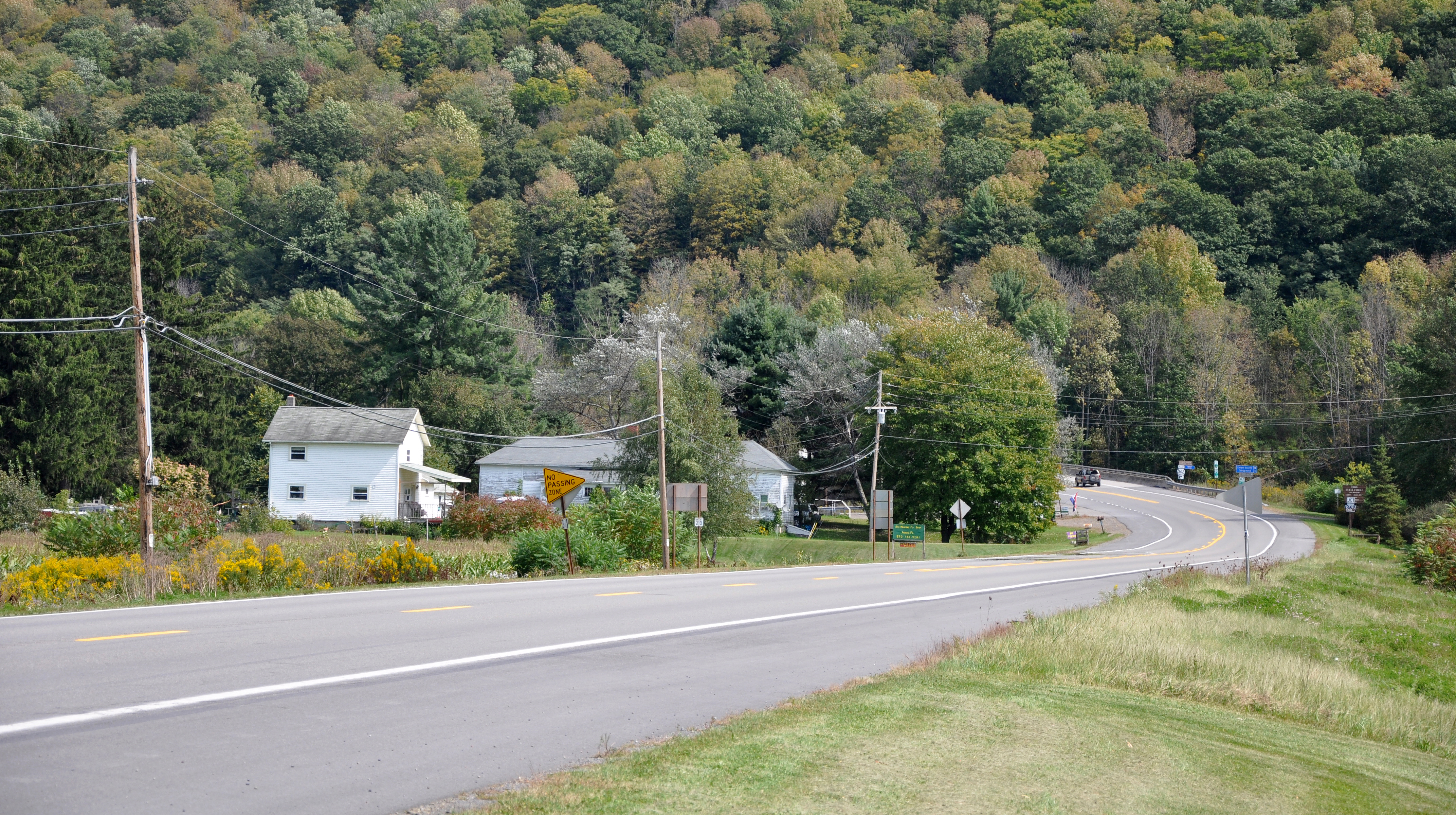
US 6 à Ansonia, Pennsylvanie, près de la Forêt d'État de Tioga

La US 6 parcourt 403 miles (649 km) en Pennsylvanie entre son point d'entrée ouest, situé à 20 miles (32 km) à l'ouest de Meadville et son point de sortie est à Matamoras. Depuis la frontière de l'Ohio jusqu'à la US 322 à Conneaut Lake, la route se dirige vers le sud-est. La US 6 rejoint alors la US 322 et se dirige vers l'est en direction de Meadville, croisant la US 19 à l'ouest de la ville. Au sud du centre-ville, la US 322 se sépare du multiplex alors que la US 6 et la US 19 demeurent en multiplex à travers Meadville. Les deux routes continuent vers le nord jusqu'à Mill Village où elles se séparent à la jonction avec la US 6N.
Pour le reste de son passage en Pennsylvanie, la US 6 est parallèle à la frontière entre la Pennsylvanie et l'État de New York. Près de Warren, la US 6 forme un multiplex avec la US 62. La US 11 rejoint aussi la US 6 au nord de Factoryville et le multiplex se poursuit jusqu'à Scranton. À Milford, la US 6 rencontre la US 209. Les deux routes se dirigent vers le nord-est et traversent le fleuve Delaware entre Matamoras et Port Jervis, New York.

### New York

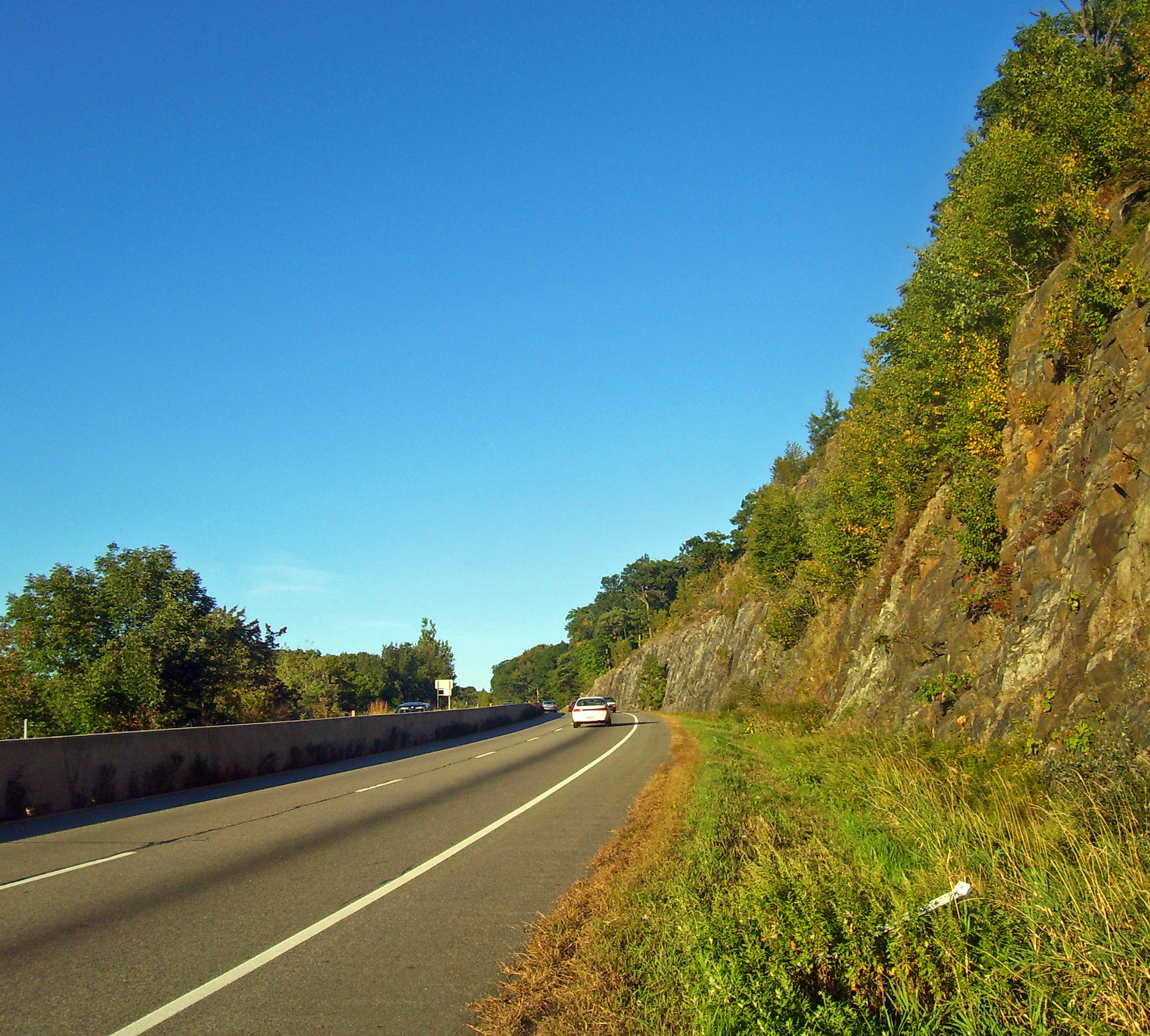
US 6 grimpant les Hudson Highlands dans le Parc d'État de Harriman sur la rive ouest du fleuve Hudson

Le segment de 79 miles (127 km) de la US 6 dans l'État de New York passe par les comtés d'Orange, de Putnam et de Westchester. Elle passe dans le sud de l'état via les banlieues nord de New York. La route entre dans l'état en multiplex avec la US 209 à Port Jervis. Les deux routes se séparent au nord de la ville avec la US 6 qui se dirige vers l'est dans le sud de l'État.
Un segment de la US 6 forme un multiplex avec la NY 17 entre Goshen et Harriman. Ce segment est actuellement en train d'être mis aux normes autoroutières afin de l'intégrer à l'I-86. Après avoir atteint l'I-87, la US 6 continue vers l'est comme route à accès limité vers le Parc d'État de Harriman. Près de l'est du parc, la US 6 croise la Palisades Interstate Parkway et forme un multiplex avec celle-ci vers le pont historique Bear Mountain, où la US 6 est rejointe par la US 202 et où elle se rétrécit à deux voies pour traverser le fleuve Hudson.
De l'autre côté du fleuve, la route longe le fleuve et une troisième route, la US 9, s'ajoute au multiplex. Celui-ci sera court puisque la US 6 / US 202 bifurque à l'est vers Peekskill. Dans la ville, la US 202 se séparera aussi de la US 6, cette dernière se dirigeant alors vers le nord-est. À Shrub Oak, la US 6 croise la Taconic State Parkway, l'une des premières autoroutes longue-distance du pays. À Brewster, la US 6 rejoint à nouveau la US 202 et forme un multiplex jusqu'au Connecticut. La US 6 / US 202 a également des échangeurs avec l'I-84 et l'I-684 à Brewster.

### Connecticut
La US 6 parcourt 116,3 miles (187,2 km) dans le Connecticut. Elle y entre depuis la ville de Southeast, New York, en multiplex avec la US 202. Peu après, elle passe par la ville de Danbury. Dans l'ouest de l'état, la US 6 est soit parallèle soit en multiplex avec l'I-84, servant de route locales aux banlieues de Danbury, de Waterbury, de Bristol et d'Hartford. Elle traverse le fleuve Connecticut (en multiplex avec l'I-84 et la US 44) sur le pont Bulkeley. Dans l'est du Connecticut, la US 6 est l'une des routes principales reliant Hartford et Providence, passant par les petites aires urbaines de Willimantic et de Danielson. La US 6 atteint la frontière avec le Rhode Island après avoir croisé l'I-395 à Killingly.

### Rhode Island
La US 6 parcourt environ 26,5 miles (42,6 km) dans le Rhode Island entre Foster (frontière ouest avec le Connecticut) et East Providence (frontière est avec le Massachusetts). Dans et autour de Providence, la US 6 forme des multiplex avec la Route 10, de même qu'avec la US 1A, la US 44, l'I-95 et l'I-195.

### Massachusetts

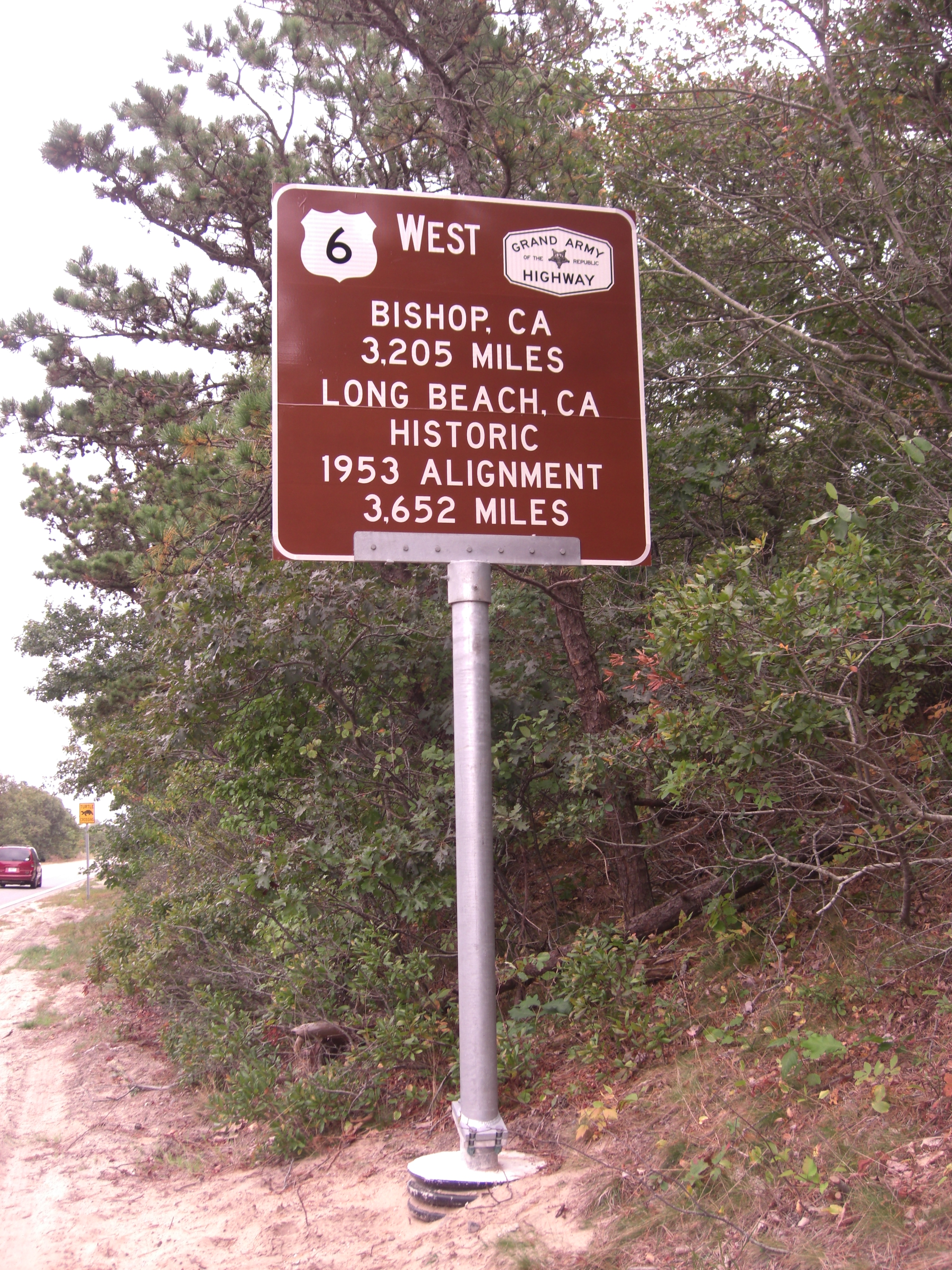
Panneau indiquant le début de la US 6 à Provincetown, Massachusetts

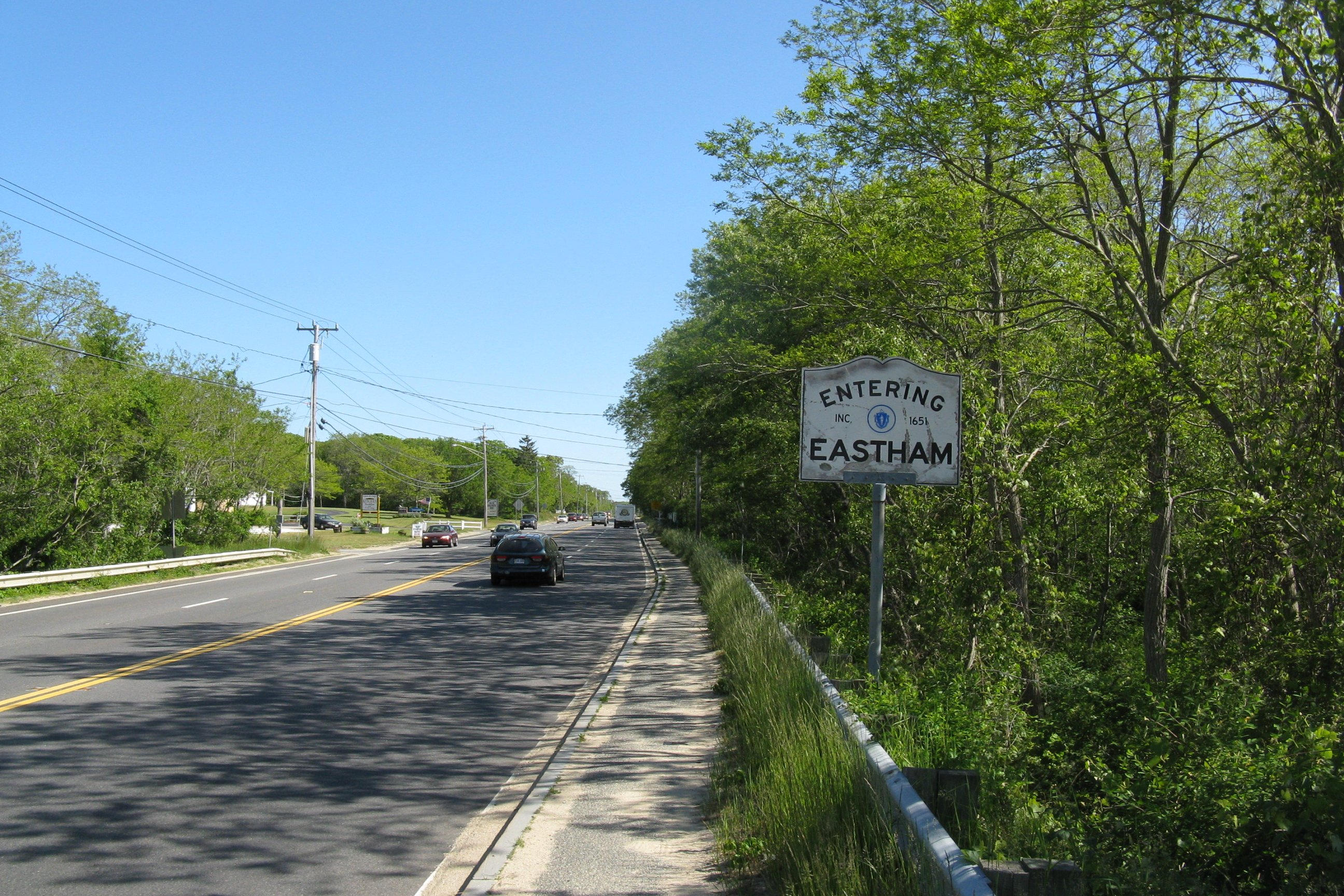
US 6 vers le sud entrant à Eastham, Massachusetts

La US 6 traverse le Massachusetts sur environ 117,5 miles (189,1 km) en longeant l'I-195 entre Providence et Wareham, tout en servant de route locale principale. La US 6 continue vers le Cap Cod via le Sagamore Bridge comme autoroute entre Bourne et Orleans. Au nord d'Orleans, elle devient une route de surface jusqu'à son terminus à Provincetown. Bien que le panneau à l'extrémité ouest de la US 6 à Bishop, Californie ait été modifié pour indiquer la véritable distance de la route, celui à l'est ne l'a pas été. Il présente toujours la distance d'un océan à l'autre jusqu'au terminus original à Long Beach, Californie (voir photo).

## Intersections majeures
California
 US 395 à Bishop
Nevada
 US 95 à Coaldale. Les routes forment un multiplex jusqu'à Tonopah.
 US 50 / US 93 à Ely. La US 6 / US 50 forment un multiplex jusqu'à Delta, Utah. La US 6 / US 93 forment un multiplex jusqu'à Majors Place.
Utah
 I-15 à Santaquin. Les routes forment un multiplex jusqu'à Spanish Fork.
 US 89 à Spanish Fork. Les routes forment un multiplex sur près de 10 miles (16 km).
 US 191 au nord de Helper. Les routes forment un multiplex jusqu'au sud-est de Green River.
 I-70 / US 50 à l'ouest de Green River. La US 6 / US 50 forment un multiplex jusqu'à Grand Junction, Colorado. L'I-70 / US 6 sont parallèles à partir d'ici jusqu'à l'est d'Idaho Springs, Colorado et les deux routes se séparant et se rejoignant à plusieurs reprises dans l'étendue.
Colorado
 US 24 au nord-ouest de Minturn
 US 40 à l'est de Empire. Les routes forment un multiplex jusqu'à l'est d'Idaho Springs.
 I-70 à l'est d'Idaho Springs. Terminus est des nombreux multiplex avec l'I-70 depuis Green River, Utah.
 US 40 à Golden
 I-70 à Golden
 I-25 / US 85 / US 87 à Denver. L'I-25 / US 6 / US 87 forment un multiplex dans la ville. La US 6 / US 85 forment un multiplex jusqu'à Commerce City.
 US 40 / US 287 à Denver
 I-25 /  I-70 / US 87 à Denver. L'I-70 / US 6 forment un multiplex dans la ville.
 I-270 / US 36 à Commerce City
 I-76 au nord-ouest de Derby. Les routes forment un multiplex jusqu'au nord-est de Brush.
 US 34 au nord-est de Wiggins. Les routes forment un multiplex jusqu'à l'ouest de Fort Morgan.
 US 138 à Sterling
 I-76 à Sterling
 US 385 à Holyoke
Nebraska
 US 34 à l'ouest de Culbertson. Les routes forment un multiplex jusqu'à Hastings.
 US 83 à McCook. Les routes forment un multiplex dans la ville.
 US 283 à Arapahoe
 US 136 au nord d'Edison
 US 183 à Holdrege
 US 281 à Hastings. Les routes forment un multiplex dans la ville.
 US 81 à Fairmont
 I-80 / US 77 à Lincoln
 I-80 à Waverly
 US 275 à West Omaha
 I-680 à Omaha
 I-480 à Omaha. Les routes forment un multiplex jusqu'à Council Bluffs, Iowa.
Iowa
 I-29 / I-480 à Council Bluffs
 I-80 à Council Bluffs
 US 59 à Belknap Township. Les routes forment un multiplex jusqu'à Oakland.
 US 71 à Atlantic. Les routes forment un multiplex jusqu'à Pymosa Township.
 I-80 / US 71 à Pymosa Township. L'I-80 / US 6 forment un multiplex jusqu'à De Soto.
 I-80 / US 169 à De Soto. La US 6 / US 169 forment un multiplex jusqu'à Adel.
 I-35 / I-80 aux limites entre Clive et Urbandale
 US 69 à Des Moines
 I-235 à Des Moines
 US 65 à Altoona
 I-80 / US 65 à Altoona. L'I-80 / US 6 forment un multiplex jusqu'à Newton.
 US 63 au nord-ouest de Malcom. Les routes forment un multiplex jusqu'au nord de Malcom.
 US 151 au sud-ouest des Colonies Amana. Les routes forment un multiplex jusqu'au sud des Colonies Amana.
 I-80 à Sugar Creek Township. Les routes forment un multiplex jusqu'à Davenport.
 I-80 / I-280 à Davenport. L'I-280 / US 6 forment un multiplex sur environ 0,82 miles (1,33 km).
 US 61 à Davenport
 I-74 aux limites entre Davenport et Bettendorf. Les routes forment un multiplex jusqu'à Moline, Illinois.
 US 67 à Bettendorf
Illinois
 I-74 / I-280 à Moline
 US 150 à Moline
 I-80 à Colona
 US 34 à Sheffield. Les routes forment un multiplex jusqu'à Princeton.
 I-180 à l'est de Princeton
 I-39 / US 51 à LaSalle
 I-55 à Channahon
 US 52 à Joliet. Les routes forment un multiplex dans la ville.
 US 30 à Joliet. Les routes forment un multiplex dans la ville.
 I-355 à New Lenox
 US 45 à Orland Park
 I-57 à Markham
 I-294 à Markham
 I-94 à South Holland
 I-80 / I-94 à Lansing. Les routes forment un multiplex jusqu'à Lake Station, Indiana.
Indiana
 US 41 à Hammond. Les routes forment un multiplex dans la ville.
 I-65 à Gary
 US 421 à Westville. Les routes forment un multiplex jusqu'au sud-est de Westville.
 US 35 au sud de Kingsbury. Les routes forment un multiplex jusqu'à South Center.
 US 31 au sud-est de La Paz
 US 33 à Benton Township. Les routes forment un multiplex jusqu'à Ligonier.
 I-69 au nord-ouest de Waterloo
Ohio
 US 127 à Pulaski Township
 US 24 à Napoleon. Les routes forment un multiplex jusqu'à Liberty Township.
 I-75 à Center Township
 US 23 aux limites entre les townships de Freedom et de Scott
 US 20 à Fremont. Les routes forment un multiplex dans la ville.
 US 250 à Sandusky
 US 20 à Lakewood. Les routes forment un multiplex jusqu'à Cleveland.
 US 20 / US 42 / US 322 / US 422 à Cleveland. La US 6 / US 322 forment un multiplex dans la ville.
 I-90 à Cleveland
 US 20 à East Cleveland. Les routes forment un multiplex jusqu'à Euclid.
Pennsylvanie
 US 322 à Conneaut Lake. Les routes forment un multiplex jusqu'à Meadville.
 US 19 à Vernon Township. Les routes forment un multiplex jusqu'à LeBoeuf Township.
 I-79 à Vernon Township
 US 6N / US 19 à LeBoeuf Township
 US 62 à Brokenstraw Township. Les routes forment un multiplex jusqu'à Warren.
 US 219 à Hamlin Township
 Future I-99 / US 15 à Mansfield
 US 220 à North Towanda Township
 US 11 à Clinton Township. Les routes forment un multiplex jusqu'à Chinchilla.
 I-81 / I-476 à Chinchilla. L'I-81 / US 6 forment un multiplex jusqu'à Dunmore.
 I-81 / I-84 / I-380 à Dunmore
 I-84 à Milford Township
 US 209 à Milford. Les routes forment un multiplex jusqu'à Port Jervis, New York.
 I-84 à Westfall Township
New York
 I-84 à Port Jervis
 I-84 à Middletown
 Future I-86 / NY 17 à Goshen. La US 6 / NY 17 forment un multiplex jusqu'à Harriman.
 Future I-86 / I-87 Toll / New York Thruway à Harriman
 Palisades Parkway / Seven Lakes Drive dans le Parc d'État de Harriman. La US 6 / Palisades Parkway forment un multiplex jusqu'à Bear Mountain.
 Palisades Parkway / US 9W / US 202 dans le Parc d'État de Bear Mountain. La US 6 / US 202 forment un multiplex jusqu'à Peekskill.
 US 9 / Bear Mountain State Parkway à Cortlandt. La US 6 / 202 et la US 9 forment un multiplex jusqu'à Peekskill.
 Taconic State Parkway à Shrub Oak
 US 202 à Brewster. La US 6 / US 202 forment un multiplex jusqu'à Danbury, Connecticut.
 I-84 / I-684 à Brewster
Connecticut
 I-84 / US 7 / US 202 à Danbury. Les routes forment un multiplex dans la ville.
 I-84 à Newtown. Les routes forment un multiplex jusqu'à Southbury.
 I-84 à Farmington. Les routes forment un multiplex jusqu'à Manchester.
 US 44 à Hartford. Les routes forment un multiplex jusqu'à East Hartford.
 I-91 à Hartford
 US 5 à East Hartford
 I-384 à Manchester
 I-84 / US 44 à Manchester. La US 6 / US 44 forment un multiplex jusqu'à Bolton.
 I-384 à Bolton
 I-395 à Killingly
Rhode Island
 I-295 à Johnston. Les routes forment un multiplex dans la ville.
 I-95 à Providence. Les routes forment un multiplex dans la ville.
 US 1 à Providence
 I-195 à Providence. Les routes forment un multiplex jusqu'à East Providence.
 US 44 à Providence. Les routes forment un multiplex jusqu'à East Providence.
Massachusetts
 I-195 à Swansea
 Route 6A à Provincetown

## Routes auxiliaires
- US 6N, route ouest-est dans le nord-ouest de la Pennsylvanie entre West Springfield et Mill Village.
- US 206, route sud-nord dans le centre du New Jersey, entre Hammonton, NJ et Milford, PA
- US 138, route sud-ouest / nord-est au nord-est du Colorado et dans l'ouest du Nebraska. Elle relie Sterling, CO à Big Springs, NE. Il s'agit d'une ancienne route auxiliaire de la US 38, aujourd'hui déclassée. La US 138 est orpheline depuis que la US 6 a remplacé la US 38.